# Артёмов, Алексей Станиславович
Алексей Станиславович Артёмов (род. 25 ноября 1978, Тихвин, Ленинградская область) — российский футболист, игрок в мини-футбол, тренер. Мастер спорта. Начальник культурно-спортивного комплекса Лонг-Юганского ЛПУМГ ООО «Газпром трансгаз Югорск» (пос. Лонгъюган, Надымский район, Ямало-Ненецкий автономный округ).

## Биография
Родился 25 ноября 1978 года в городе Тихвине Ленинградской области. Воспитанник ленинградского футбола (школа «Смена»). Затем выступал в детском футболе за «Уралец» из Нижнего Тагила.
Первым профессиональным клубом стал «Волгарь-Газпром» (Астрахань) далее выступал в мини-футбольных клубах «Строитель» (Новоуральск), «Локомотив-УПИ-ДДТ» (Екатеринбург) выступавший в Суперлиге. Потом покинув Екатеринбург выступал за МФК «Тюмень» за который провёл 30 матчей и вернулся в Екатеринбург, выступать за МФК «Синара» (Екатеринбург) после провёл сезон в клубе «Мытищи» (Мытищи" в Суперлиге. Выступал за клуб «Аят» (Рудный, Казахстан). Далее за клуб «Арсенал» (Пермь) С 2011 года был игроком мини-футбольного клуба «Арбитраж» (Курган), за курганский клуб провёл 9 игр и забил 3 гола.
C 2013 года тренер челябинского клуба «Южный Урал».
С 2015 года начальник культурно-спортивного комплекса Лонг-Юганского ЛПУМГ ООО «Газпром трансгаз Югорск». Главный тренер команды «Олимп» (юноши 2008—2009 г.р., пос. Лонгъюган, Надымский район, Ямало-Ненецкий автономный округ).